# Branca da Bretanha
Branca da Bretanha ou Branca de Dreux (Rennes, 1270 - Castelo de Vincennes, 19 de março de 1327), foi a filha de João II, Duque da Bretanha e de Beatriz de Inglaterra, que era filha do Rei Henrique III de Inglaterra e de Leonor da Provença. Por parte de sua mãe, era sobrinha de Eduardo I de Inglaterra e de Margarida de Inglaterra, consorte de Alexandre III da Escócia.

## Casamento
Branca se casou com Filipe de Artésia em Paris, depois de novembro de 1281. Ele era filho de Roberto II de Artésia e de Amícia de Courtenay.
Seus filhos foram:

Brasão da Casa de Dreux.

- Margarida de Artésia (1285 - 24 de abril de 1311), Condessa de Évreux, casada com Luís de Évreux, com quem teve filhos, incluindo Filipe, Conde de Évreux, jure uxoris Rei de Navarra por sua união com Joana II de Navarra, Rainha Soberana de Navarra;
- Roberto III de Artésia (1287 - 16 de agosto de 1342), Conde de Beaumont-le-Roger, casado com Joana de Valois, com quem teve filhos;
- Isabel de Artésia (1288 - 12 de dezembro de 1344), freira de Poissy;
- Joana de Artésia (1289 - depois 24 de março de 1350), Condessa de Foix e Viscondessa de Béarn, esposa de Gastão I de Foix. Teve descendência;
- Maria de Artésia (1291 - 22 de janeiro de 1365), Senhora de Merode, esposa de João I de Namur, e mãe de seus filhos, entre eles Branca de Namur, que era a esposa de Magno IV da Suécia;
- Catarina de Artésia (1293 - novembro de 1368), esposa de João II de Ponthieu, Conde de Aumale, com quem teve filhos.

O marido de Branca, Filipe, lutou ao lado de seu pai na Batalha de Furnes, ocorrida em 20 de agosto de 1297, entre os franceses liderados por Roberto II, e os flamengos sob a liderança de Guy de Dampierre e Walram, Conde de Jülich. Filipe foi gravemente ferido e morreu no ano seguinte, em 11 de setembro de 1298.
Mais tarde, com a morte de Roberto II de Artésia em 11 de julho de 1302, o condado de Artésia foi herdado pela irmã de Filipe, Matilde de Artésia, em vez do filho de Branca, Roberto III de Artésia. Após a morte da condessa em 28 de outubro de 1329, Artésia foi herdado pela filha de Matilde, Joana II, condessa da Borgonha, esposa do Rei Filipe V de França.
Branca morreu em 19 de março de 1327, no Castelo de Vincennes, em Vincennes, e foi enterrada no Convento dos Jacobinos, na Rua Saint-Jacques, em Paris.